# Manuel Cornu

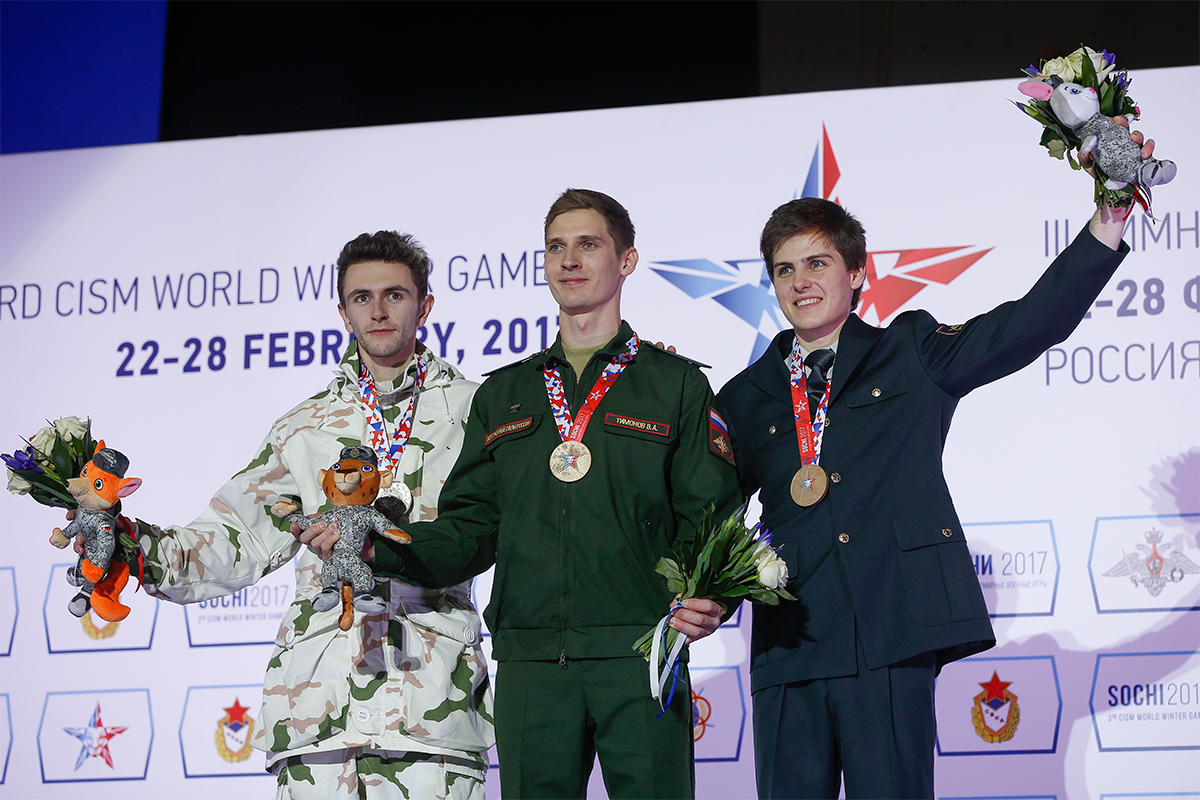
Soczi 2017. Podium w boulderingu. Stoją od lewej: Manuel Cornu FRA (2 m.), Wadim Timonow FRA (1 m.) i Domen Škofic SLO (3 m.)

Manuel Cornu (ur. 26 listopada 1993 w Clamart w departamencie Hauts-de-Seine) – francuski wspinacz sportowy. Specjalizuje się w boulderingu, we wspinaczce na czas oraz we wspinaczce łącznej. Wicemistrz świata we wspinaczce sportowej w konkurencji łącznej z 2016.

## Kariera sportowa
W zawodach wspinaczkowych, które odbyły się we Francji w Paryżu w 2016 wywalczył srebrny medal mistrzostw świata we wspinaczce sportowej w konkurencji wspinaczki łącznej, a w boulderingu brązowy.
W 2019 podczas mistrzostw świata w japońskim Hachiōji zajął szesnaste miejsce w konkurencji boulderingu, a we wspinaczce łącznej był sklasyfikowany na 23. miejscu, które nie zapewniało bezpośredniego awansu na igrzyska olimpijskie we wspinaczce sportowej ostatnim wspinaczem, który uzyskał awans był Kanadyjczyk Sean McColl (był na 10. miejsce).
W 2019 roku w Tuluzie na światowych kwalifikacjach do igrzysk olimpijskich zajął dopiero dwudzieste drugie miejsce, które nie zapewniło mu awansu (kwalifikacji) na IO 2020 w Tokio. 
W 2017 na zawodach wspinaczkowych w Soczi, które odbywały się w ramach Zimowych igrzysk wojskowych zdobył srebrny medal w konkurencji boulderingu.
Uczestnik World Games we Wrocławiu w 2017, gdzie zajął szóste miejsce w konkurencji boulderingu.

## Osiągnięcia

### Mistrzostwa świata
| Konkurencje       | 2016 | 2018 | 2019 |
| Bouldering        | 3    | 14   | 16   |
| Prowadzenie       | 51   | 80   | 41   |
| Wsp. na czas      | 32   | 35   | 41   |
| Wspinaczka łączna | 2    | 16   | 23   |

### World Games
| Konkurencje | 2017 |
| Bouldering  | 6    |

### Mistrzostwa Europy
| Konkurencje | 2015 | 2017 |
| Bouldering  | 39   | 7    |

### Zimowe igrzyska wojskowe
| Konkurencje          | 2017 |
| Bouldering           | 2    |
| Wsp. na czas         | 5    |
| Wspinaczka klasyczna | 9    |